# 哈里森維爾 (喬治亞州)
哈里森維爾（英語：Harrisonville）是位於美國喬治亞州特魯普縣的一個非建制地區。該地的面積和人口皆未知。

## 地理
哈里森維爾的座標為33°10′33″N 84°59′19″W / 33.17583°N 84.98861°W，而該地的平均海拔高度為240米（即787英尺）。